# Gustav Münzberger
Gustav Münzberger (Weißkirchlitz, 17 agosto 1903 – 23 marzo 1977) è stato un militare tedesco, SS-Unterscharführer responsabile delle camere a gas nel campo di sterminio di Treblinka.

## Biografia
Nacque a Weißkirchlitz, nei Sudeti, prima del suo coinvolgimento nell'Olocausto, lavorò prima falegname e poi come operaio in fabbrica. Dopo l'invasione nazista tedesca della Polonia, fu inviato come militare nell'agosto 1940 presso il Centro di sterminio di Sonnenstein. Arrivò al campo di sterminio di Treblinka alla fine di settembre 1942 e divenne assistente del vice comandante SS-Oberscharführer Heinrich Matthes.
Treblinka fu costruita durante la fase più mortale della Soluzione Finale, nota come Operazione Reinhard e fu in funzione tra il 23 luglio 1942 e il 19 ottobre 1943. Durante questo periodo furono assassinate più di 800 000 persone tra uomini, donne e bambini, con altre stime che superano il milione di vittime.
Münzberger fu un operatore delle camere a gas del Totenlager, e in seguito capo della squadra di trasporto di cadaveri del Leichentransportkommando. Il 21 giugno 1943 fu promosso dal grado di SS-Rottenführer al grado di SS-Unterscharführer. 
Durante la rivolta di Treblinka del 2 agosto era in vacanza a casa. Dopo la chiusura del campo, fu inviato a Trieste in Italia, alla fine di novembre o all'inizio di dicembre 1943, dove si stava allestendo il centro di sterminio della Risiera di San Sabba.
Münzberger fu arrestato il 13 luglio 1963 in Germania Ovest. Fu accusato di crimini di guerra nei processi di Treblinka durati dal 12 ottobre 1964 al 24 agosto 1965 e condannato a 12 anni di reclusione. Scontò sei anni e fu rilasciato per buona condotta nel 1971. Morì sei anni dopo.